# Kamienica przy ulicy Grodzkiej 28/30 w Krakowie
Kamienica przy ulicy Grodzkiej 28 – zabytkowa kamienica, znajdująca się w Krakowie, w dzielnicy I przy ulicy Grodzkiej 28,  Starym Mieście.

## Historia kamienicy
W I połowie XIV wieku na miejscu obecnej kamienicy wzniesiono dwa gotyckie domy. Pierwszym notowanym w źródłach właścicielem kamienicy północnej (nr 28) był Andrzej Werzingi, zaś południowej (nr 30) płatnerz Nicolaus. Pierwszy dom nazywany był Kamienicą Książąt Łabędzkich i Kamienicą Protkowicowską, zaś drugi Kamienicą Gubinowską. Oba budynki spłonęły podczas wielkiego pożaru Krakowa w 1850 roku. Jeszcze w tym samym roku wzniesiono na ich miejscu, według projektu Piotra Barańskiego i Teofila Żebrawskiego, jeden budynek o podwójnym adresie. W 1927 został on przebudowany pod kierunkiem architekta Beniamina Torbego.
Na podworcu kamienicy w 1913 wybudowana została Synagoga Tignera. W 1931 przebudowano ją w stylu modernistycznym według projektu żydowskich architektów Izaaka Goldbergera oraz Izraela Messingera. Uroczyste otwarcie bożnicy miało miejsce w 1932 roku i funkcjonowała do 1939. Po II wojnie światowej oficyna była wykorzystywana jako magazyn, a następnie sala prób Miejskiego Teatru Muzycznego. Od lat 70. XX wieku jest w stanie ruiny. W 2024 roku ukończono remont kamienicy.

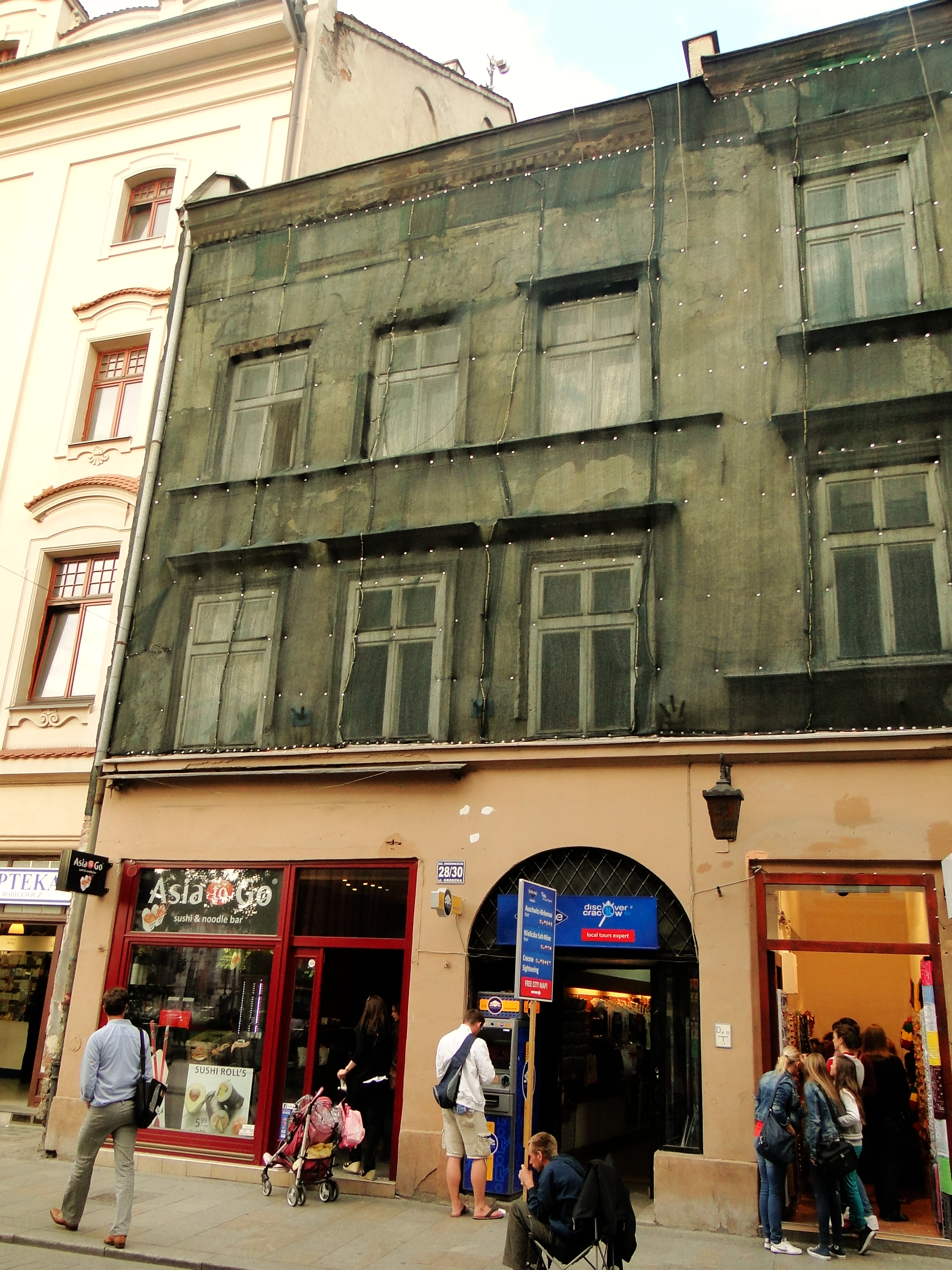
Kamienica w 2012